# Tony Attwood
Tony Attwood (født 9. februar 1952) er en engelskfødt psykolog, der især har arbejdet med mennesker med Aspergers syndrom.
Han flyttede til Brisbane, Australien i 1985, hvor han siden 1992 har haft en klinik til diagnosticering og behandling af Aspergers syndrom, og han har gennem mange år forsket i handicappet. Han har holdt foredrag, givet kurser og udbredt kendskabet til Aspergers syndrom gennem sin bog med titlen Én fod ude – én fod inde (2000).
Forskningsmæssigt har Tony Attwood bidraget til forståelsen og behandlingen af Aspergers syndrom ved at følge en række personer med handicappet over en lang periode (i nærheden af 20 år). Han har beskæftiget sig med emner som:
- Behandling af frygt hos AS'er (personer med Aspergers syndrom)
- Dannelse af venskaber hos AS'er
- Seksualitet hos AS'er
- Undervisning i forståelse af følelser – sammen med danskerne Kirsten Callesen og Annette Møller Nielsen har Attwood udviklet KAT-kassen til det formål.

## Eksterne links
- Tony Attwoods hjemmeside (engelsk)